# Kriegerdenkmal Hötensleben

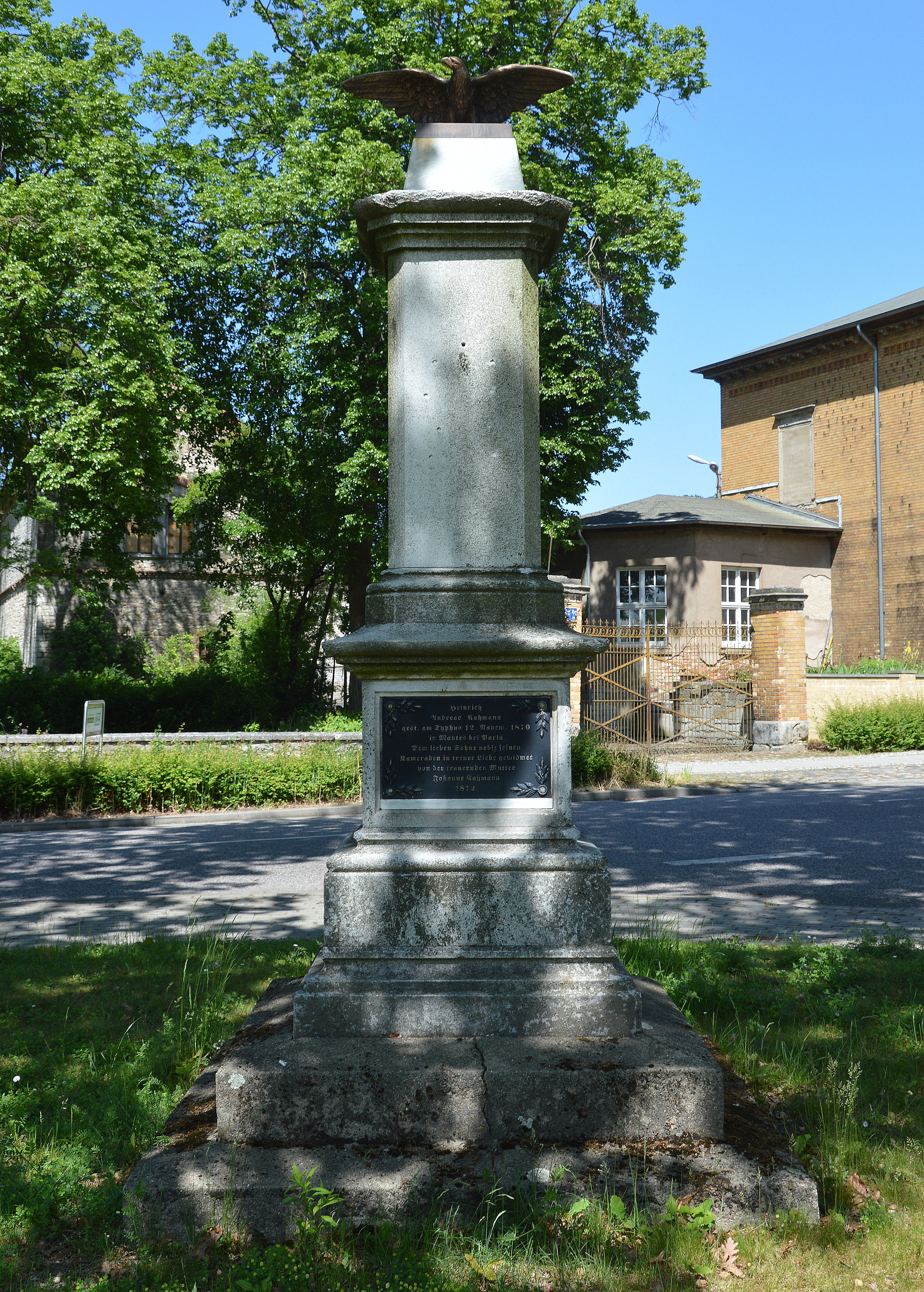
Kriegerdenkmal Hötensleben

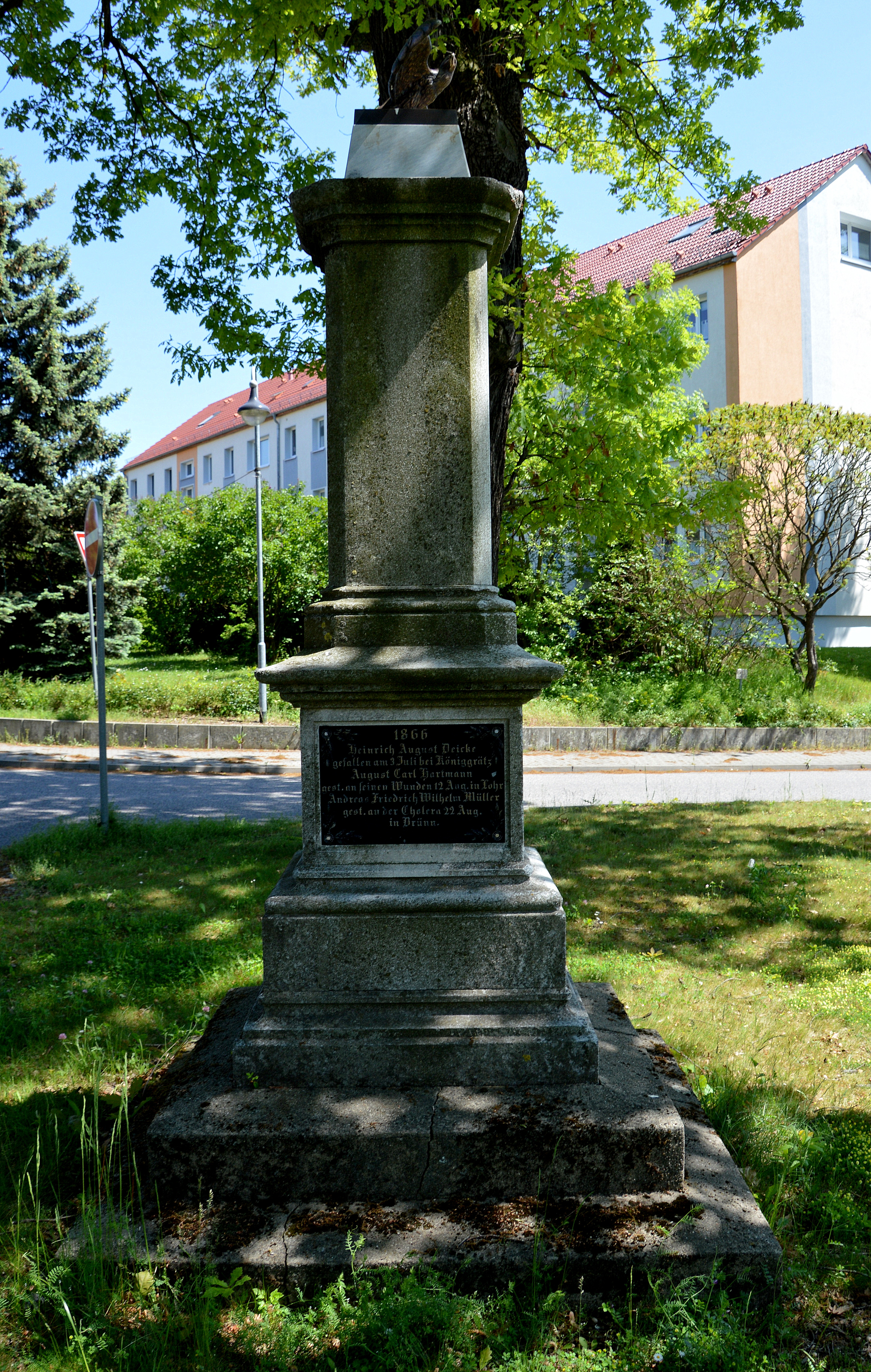
Linke Seite

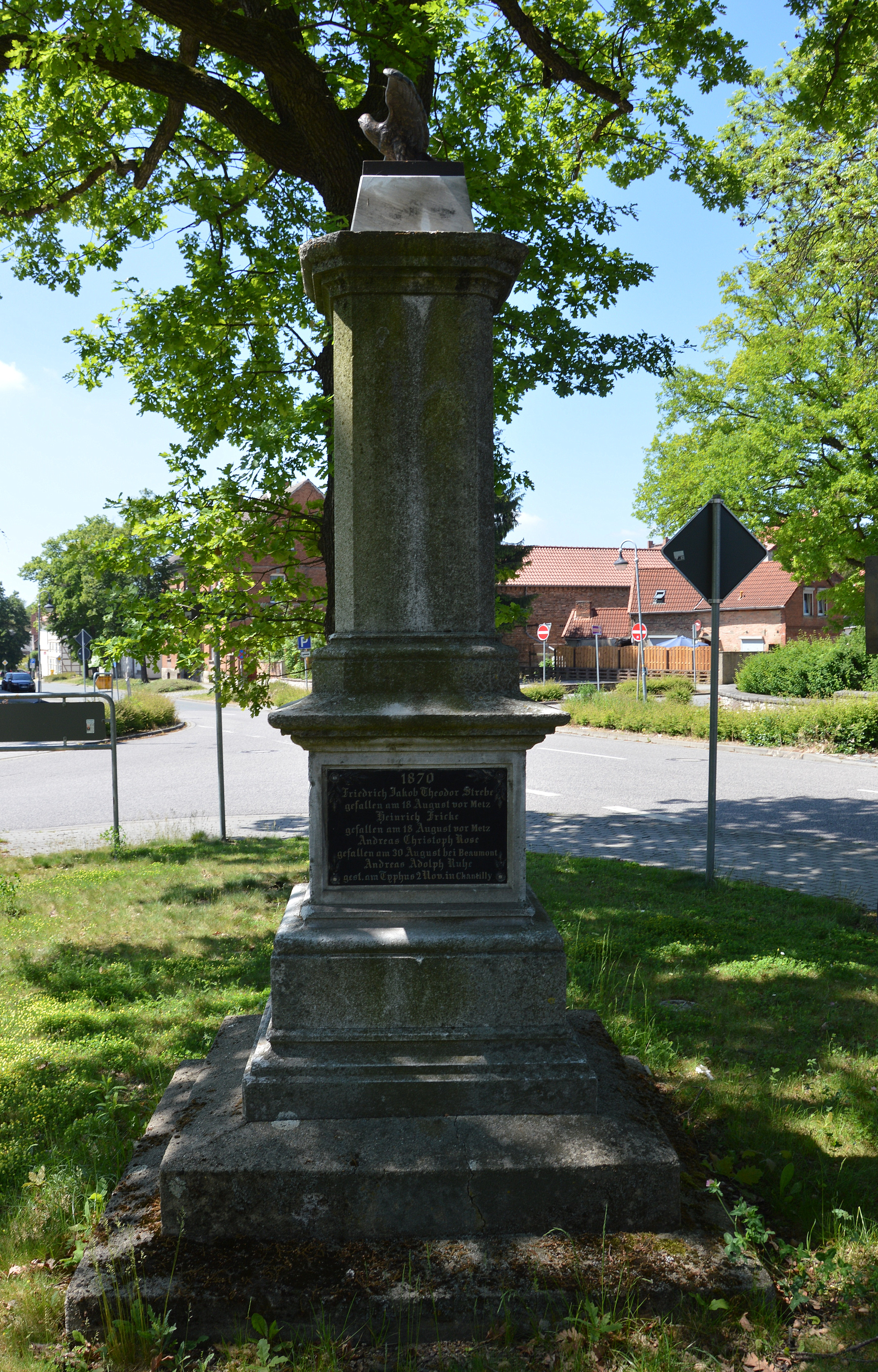
Rechte Seite

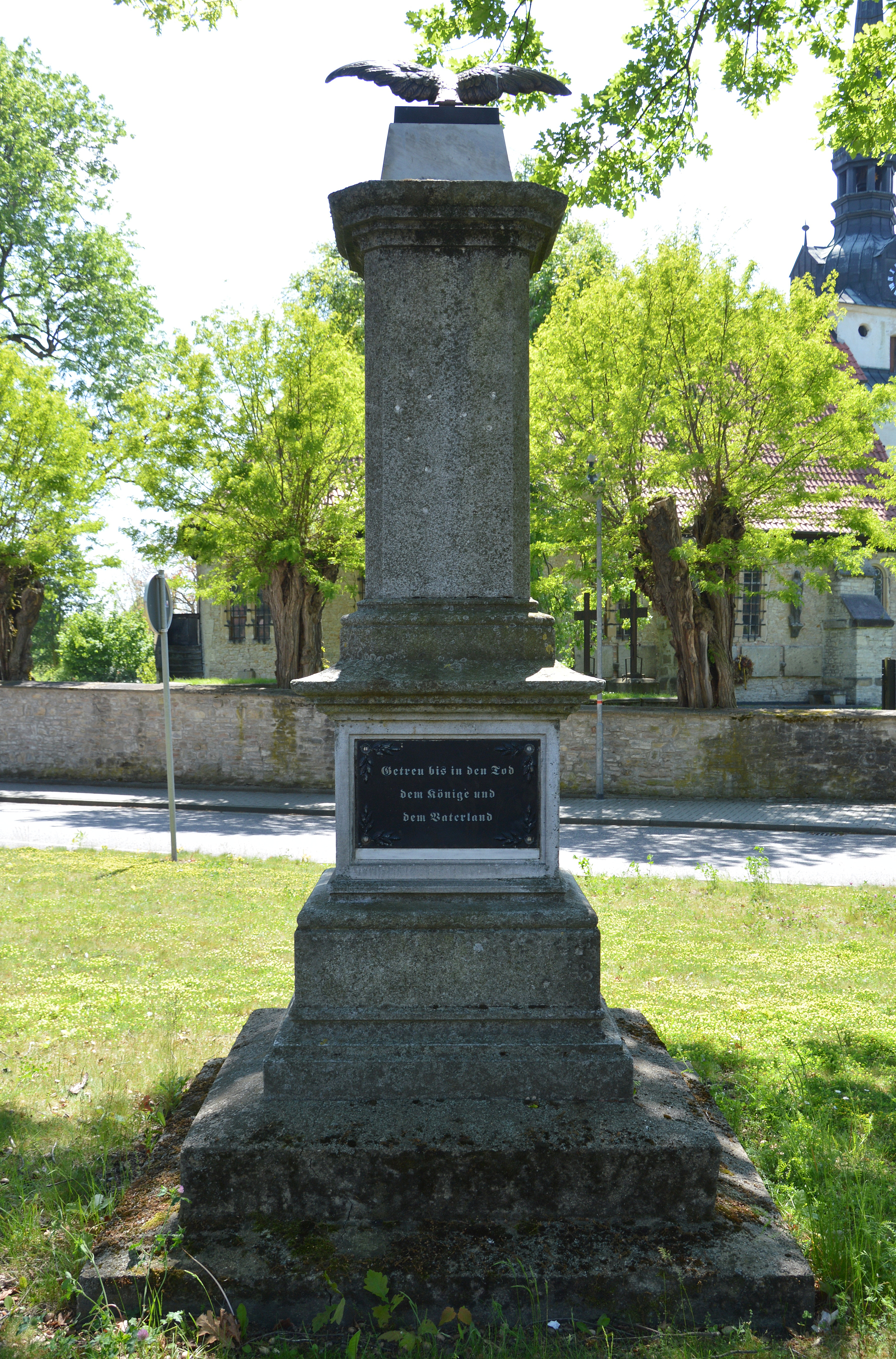
Rückseite

Das Kriegerdenkmal Hötensleben ist ein denkmalgeschütztes Kriegerdenkmal in Hötensleben in Sachsen-Anhalt.

## Lage
Er befindet sich im Ortskern von Hötensleben nördlich der evangelischen St.-Bartholomäus-Kirche auf einem Platz, in dem die Bahnhofstraße, der Ackerwinkel und die Poststraße auf den Steinweg einmünden.

## Geschichte und Gestaltung
Das Denkmal wurde für die Gefallenen Hötensleber im Deutschen Krieg (1866) und Deutsch-Französischen Krieg (1870/71) errichtet. Es besteht aus einem mit Inschriften versehenen Obelisk auf dem ein Preußischer Adler thront. Der Adler fehlte noch Anfang des 21. Jahrhunderts und wurde dann jedoch aufgesetzt. Nach der Inschrift wurde das Denkmal 1872 auf Veranlassung von Johanne Kahmann gesetzt, deren Sohn 1870 während des Krieges verstorben war. Neben ihrem Sohn Andreas Kahmann wird auf dem Denkmal auch der anderen Gefallenen des Dorfes gedacht.
Die Inschriften lauten:
Auf der Vorderseite:
Heinrich

Andreas Kahmann

gest. am Thyphus 12. Novem. 1870

in Mantes bei Paris

Dem lieben Sohne nebst seinen

Kameraden in treuer Liebe gewidmet

von der trauernden Mutter

Johanne Kahmann

1872
Linke Seite:
1866

Heinrich August Deicke

gefallen am 3. Juli bei Königgrätz

August Carl Hartmann

gest. an seinen Wunden 12. Aug. in Lohr

Andreas Friedrich Wilhelm Müller

gest. an der Cholera 22. Aug.

in Brünn
Rechte Seite:
1870

Friedrich Jakob Theodor Strebe

gefallen am 18 August vor Metz

Heinrich Fricke

gefallen am 18 August vor Metz

Andreas Christoph Rose

gefallen am 30. August bei Beaumont

Andreas Adolph Ruhe

gest. am Thyphus 2. Nov. in Chantilly
Rückseite:
Getreu bis in den Tod

dem Könige und

dem Vaterland
Im Denkmalverzeichnis für Hötensleben ist das Kriegerdenkmal unter der Erfassungsnummer 094 56506 als Baudenkmal verzeichnet.